# رمزي بك
الحاج رمزي بك (1867 - 1942) هو وزير وعسكري وسياسي عراقي ومن أعلام الإدارة البارزين في العهد العثماني، والعهد الملكي.

## حياته
ولد محمود رمزي بن إسماعيل العثمان في بغداد عام  1867، وأتم فيها دراسته الإعدادية، فانتقل إلى إسطنبول ودرس في مدرستها العسكرية وتخرج برتبة ملازم ثان عام 1887، وتدرج في الجيش العثماني حتى بلغ رتبة مقدم (بكباشي).
شغل مناصب عسكرية وإدارية في فترة الدولة العثمانية، وعين مديرا لدائرة تجنيد بغداد فرئيسا للمحاكم العسكرية في الحرب العالمية الأولى، وعاد من تركيا بعد نهاية الحرب. وشغل منصب وزير الداخلية في الوزارة النقيبية الثانية للفترة منذ 12 أيلول 1921 حتى استقالته في 30 آذار 1922 بعد تقرير وزير العدلية ناجي السويدي الذي استقال أيضا حول موضوع هجوم القبائل النجدية على العراق. اعتزل بعدها الحياة العامة وانشغل بإدارة أراضيه الزراعية في ناحية سلمان باك. وتوفي في بغداد سنة 1942.